# Eupithecia macropterata
Eupithecia macropterata är en fjärilsart som beskrevs av Walker 1866. Eupithecia macropterata ingår i släktet Eupithecia och familjen mätare. Inga underarter finns listade i Catalogue of Life.